# Gran Premio motociclistico del Giappone
Il Gran Premio motociclistico del Giappone è una delle prove che compongono il motomondiale.

## Storia
Si svolge dal 1962 e dopo che la prima edizione non fu valida per il motomondiale, si svolse tra il 1963 e il 1967, sempre quale gara conclusiva della stagione, utilizzando per tre volte il circuito di Suzuka e per due il circuito del Fuji. In queste prime edizioni non corsero mai né la classe 500, né la classe sidecar.
Nel 1968, anno in cui due case motociclistiche giapponesi, Honda e Suzuki, decisero di ritirarsi dalle competizioni, anche il gran premio, inizialmente in calendario, non venne disputato.
La gara subì quindi un'interruzione per quasi un ventennio, riprendendo validità iridata dal 1987 (senza ospitare neppure in questo caso le motocarrozzette); fino al 2003 si svolse nuovamente sul circuito di Suzuka e dal 2004 (dopo l'incidente che causò la morte, nel GP del 2003, di Daijirō Katō) si spostò sul circuito di Motegi. Quest'ultimo circuito aveva tra l'altro già ospitato dal 2000 al 2003 una seconda gara che si svolgeva in territorio giapponese, con la denominazione di GP del Pacifico. Le edizioni 2020 e 2021 sono state cancellate a causa della pandemia di COVID-19.

## Risultati del Gran Premio
(su sfondo rosa le edizioni e le gare non valide per il motomondiale)
| Anno | Tracciato | classe 50                 | classe 125             | classe 250                | classe 350                | Resoconto |
| ---- | --------- | ------------------------- | ---------------------- | ------------------------- | ------------------------- | --------- |
| 1962 | Suzuka    | Tommy Robb (Honda)        | Tommy Robb (Honda)     | Jim Redman (Honda)        | Jim Redman (Honda)        | Resoconto |
| 1963 | Suzuka    | Luigi Taveri (Honda)      | Frank Perris (Suzuki)  | Jim Redman (Honda)        | Jim Redman (Honda)        | Resoconto |
| 1964 | Suzuka    | Ralph Bryans (Honda)      | Ernst Degner (Suzuki)  | Jim Redman (Honda)        | Jim Redman (Honda)        | Resoconto |
| 1965 | Suzuka    | Luigi Taveri (Honda)      | Hugh Anderson (Suzuki) | Mike Hailwood (Honda)     | Mike Hailwood (MV Agusta) | Resoconto |
| 1966 | Fuji      | Yoshimi Katayama (Suzuki) | Bill Ivy (Yamaha)      | Hiroshi Hasegawa (Yamaha) | Phil Read (Yamaha)        | Resoconto |
| 1967 | Fuji      | Mitsuo Itō (Suzuki)       | Bill Ivy (Yamaha)      | Ralph Bryans (Honda)      | Mike Hailwood (Honda)     | Resoconto |

| Anno | Tracciato                                        | classe 125                                       | classe 250                                       | classe 500                                       |                                                  |
| ---- | ------------------------------------------------ | ------------------------------------------------ | ------------------------------------------------ | ------------------------------------------------ | ------------------------------------------------ |
| 1987 | Suzuka                                           |                                                  | Masaru Kobayashi (Honda)                         | Randy Mamola (Yamaha)                            | Resoconto                                        |
| 1988 | Suzuka                                           |                                                  | Anton Mang (Honda)                               | Kevin Schwantz (Suzuki)                          | Resoconto                                        |
| 1989 | Suzuka                                           | Ezio Gianola (Honda)                             | John Kocinski (Yamaha)                           | Kevin Schwantz (Suzuki)                          | Resoconto                                        |
| 1990 | Suzuka                                           | Hans Spaan (Honda)                               | Luca Cadalora (Yamaha)                           | Wayne Rainey (Yamaha)                            | Resoconto                                        |
| 1991 | Suzuka                                           | Noboru Ueda (Honda)                              | Luca Cadalora (Honda)                            | Kevin Schwantz (Suzuki)                          | Resoconto                                        |
| 1992 | Suzuka                                           | Ralf Waldmann (Honda)                            | Luca Cadalora (Honda)                            | Michael Doohan (Honda)                           | Resoconto                                        |
| 1993 | Suzuka                                           | Dirk Raudies (Honda)                             | Tetsuya Harada (Yamaha)                          | Wayne Rainey (Yamaha)                            | Resoconto                                        |
| 1994 | Suzuka                                           | Takeshi Tsujimura (Honda)                        | Tadayuki Okada (Honda)                           | Kevin Schwantz (Suzuki)                          | Resoconto                                        |
| 1995 | Suzuka                                           | Haruchika Aoki (Honda)                           | Ralf Waldmann (Honda)                            | Daryl Beattie (Suzuki)                           | Resoconto                                        |
| 1996 | Suzuka                                           | Masaki Tokudome (Aprilia)                        | Max Biaggi (Aprilia)                             | Norifumi Abe (Yamaha)                            | Resoconto                                        |
| 1997 | Suzuka                                           | Noboru Ueda (Honda)                              | Daijirō Katō (Honda)                             | Michael Doohan (Honda)                           | Resoconto                                        |
| 1998 | Suzuka                                           | Kazuto Sakata (Aprilia)                          | Daijirō Katō (Honda)                             | Max Biaggi (Honda)                               | Resoconto                                        |
| 1999 | Motegi                                           | Masao Azuma (Honda)                              | Shin'ya Nakano (Yamaha)                          | Kenny Roberts Jr (Suzuki)                        | Resoconto                                        |
| 2000 | Suzuka                                           | Yōichi Ui (Derbi)                                | Daijirō Katō (Honda)                             | Norifumi Abe (Yamaha)                            | Resoconto                                        |
| 2001 | Suzuka                                           | Masao Azuma (Honda)                              | Daijirō Katō (Honda)                             | Valentino Rossi (Honda)                          | Resoconto                                        |
| Anno | Tracciato                                        | classe 125                                       | classe 250                                       | MotoGP                                           | Resoconto                                        |
| 2002 | Suzuka                                           | Arnaud Vincent (Aprilia)                         | Osamu Miyazaki (Yamaha)                          | Valentino Rossi (Honda)                          | Resoconto                                        |
| 2003 | Suzuka                                           | Stefano Perugini (Aprilia)                       | Manuel Poggiali (Aprilia)                        | Valentino Rossi (Honda)                          | Resoconto                                        |
| 2004 | Motegi                                           | Andrea Dovizioso (Honda)                         | Daniel Pedrosa (Honda)                           | Makoto Tamada (Honda)                            | Resoconto                                        |
| 2005 | Motegi                                           | Mika Kallio (KTM)                                | Hiroshi Aoyama (Honda)                           | Loris Capirossi (Ducati)                         | Resoconto                                        |
| 2006 | Motegi                                           | Mika Kallio (KTM)                                | Hiroshi Aoyama (KTM)                             | Loris Capirossi (Ducati)                         | Resoconto                                        |
| 2007 | Motegi                                           | Mattia Pasini (Aprilia)                          | Mika Kallio (KTM)                                | Loris Capirossi (Ducati)                         | Resoconto                                        |
| 2008 | Motegi                                           | Stefan Bradl (Aprilia)                           | Marco Simoncelli (Gilera)                        | Valentino Rossi (Yamaha)                         | Resoconto                                        |
| 2009 | Motegi                                           | Andrea Iannone (Aprilia)                         | Álvaro Bautista (Aprilia)                        | Jorge Lorenzo (Yamaha)                           | Resoconto                                        |
| Anno | Tracciato                                        | classe 125                                       | Moto2                                            | MotoGP                                           | Resoconto                                        |
| 2010 | Motegi                                           | Marc Márquez (Derbi)                             | Toni Elías (Moriwaki)                            | Casey Stoner (Ducati)                            | Resoconto                                        |
| 2011 | Motegi                                           | Johann Zarco (Derbi)                             | Andrea Iannone (Suter)                           | Daniel Pedrosa (Honda)                           | Resoconto                                        |
| Anno | Tracciato                                        | Moto3                                            | Moto2                                            | MotoGP                                           | Resoconto                                        |
| 2012 | Motegi                                           | Danny Kent (KTM)                                 | Marc Márquez (Suter)                             | Daniel Pedrosa (Honda)                           | Resoconto                                        |
| 2013 | Motegi                                           | Álex Márquez (KTM)                               | Pol Espargaró (Kalex)                            | Jorge Lorenzo (Yamaha)                           | Resoconto                                        |
| 2014 | Motegi                                           | Álex Márquez (Honda)                             | Thomas Lüthi (Suter)                             | Jorge Lorenzo (Yamaha)                           | Resoconto                                        |
| 2015 | Motegi                                           | Niccolò Antonelli (Honda)                        | Johann Zarco (Kalex)                             | Daniel Pedrosa (Honda)                           | Resoconto                                        |
| 2016 | Motegi                                           | Enea Bastianini (Honda)                          | Thomas Lüthi (Kalex)                             | Marc Márquez (Honda)                             | Resoconto                                        |
| 2017 | Motegi                                           | Romano Fenati (Honda)                            | Álex Márquez (Kalex)                             | Andrea Dovizioso (Ducati)                        | Resoconto                                        |
| 2018 | Motegi                                           | Marco Bezzecchi (KTM)                            | Francesco Bagnaia (Kalex)                        | Marc Márquez (Honda)                             | Resoconto                                        |
| 2019 | Motegi                                           | Lorenzo Dalla Porta (Honda)                      | Luca Marini (Kalex)                              | Marc Márquez (Honda)                             | Resoconto                                        |
| 2020 | Non disputato a causa della pandemia di COVID-19 | Non disputato a causa della pandemia di COVID-19 | Non disputato a causa della pandemia di COVID-19 | Non disputato a causa della pandemia di COVID-19 | Non disputato a causa della pandemia di COVID-19 |
| 2021 | Non disputato a causa della pandemia di COVID-19 | Non disputato a causa della pandemia di COVID-19 | Non disputato a causa della pandemia di COVID-19 | Non disputato a causa della pandemia di COVID-19 | Non disputato a causa della pandemia di COVID-19 |
| 2022 | Motegi                                           | Izan Guevara (Gas Gas)                           | Ai Ogura (Kalex)                                 | Jack Miller (Ducati)                             | Resoconto                                        |

| Anno | Tracciato | Moto3                 | Moto2                   | MotoGP                     | MotoGP                     | Resoconto |
| Anno | Tracciato | Moto3                 | Moto2                   | Sprint                     | Gara                       | Resoconto |
| ---- | --------- | --------------------- | ----------------------- | -------------------------- | -------------------------- | --------- |
| 2023 | Motegi    | Jaume Masiá (Honda)   | Somkiat Chantra (Kalex) | Jorge Martín (Ducati)      | Jorge Martín (Ducati)      | Resoconto |
| 2024 | Motegi    | David Alonso (CFMoto) | Manuel González (Kalex) | Francesco Bagnaia (Ducati) | Francesco Bagnaia (Ducati) | Resoconto |